# سیف‌الله دهکردی
سیف‌اله دهکردی (زاده ۱۳۲۲ در آبادان) بازیکن و مربی سابق فوتبال و از مدیران این رشته ورزشی می‌باشد.
او سال‌ها ریاست هیئت فوتبال استان خوزستان را بر عهده داشته و به عنوان مدیرعامل باشگاه فولاد خوزستان نیز فعالیت کرده‌است.

## فعالیت ورزشی
او در دوران بازیکنی ابتدا برای تیم شاهین آبادان بازی می‌کرد سپس به تیم‌های شاهین اهواز و گمرک اهواز پیوست. بعد از آن تیم گمرک اهواز را مربیگری کرد و بازیکنان نامداری چون کمال خلیلیان، محمد صادقی و کریم بوستانی را به فوتبال ایران معرفی کرد. دهکردی از سال ۱۳۷۹ و به درخواست محسن صفایی فراهانی، رئیس وقت فدراسیون فوتبال، رئیس هیئت فوتبال خوزستان بود. وی در اواخر بهمن ۱۳۸۶ به عنوان نایب رئیس هیئت امناء باشگاه فولاد انتخاب شد و پس از ماه‌ها حدس و گمان دربارهٔ جایگزینی وی به جای مسعود رضاییان سرانجام پس از تنش‌هایی که در کار با خلیل صخراوی رئیس وقت تربیت بدنی استان خوزستان داشت با استعفا از ریاست هیئت فوتبال استان خوزستان و در حالی که سه هفته از شروع لیگ هشتم گذشته بود به عنوان مدیرعامل باشگاه فولاد معرفی شد.

### قهرمانی در لیگ برتر
تیم فولاد توانست در سال ۱۳۹۳ با مربی گری حسین فرکی و مدیرعاملی سیف‌اله دهکردی برای دومین بار قهرمان لیگ برتر ایران شود. در فصل ۹۳–۹۲ که تکلیف قهرمانی به آخرین هفته از مسابقات کشیده شده بود، تیم فولاد با شکست تیم گسترش فولاد تبریز با نتیجه یک بر صفر، با پیشی گرفتن از تیم نفت تهران به دومین قهرمانی‌اش در مسابقات لیگ خلیج فارس دست یافت. تک گل تیم را در این بازی مهرداد جماعتی در دقیقه ۳۷ به ثمر رساند.

## فولاد نوین خوزستان
به پیشنهاد سیف‌اله دهکردی با خرید امتیاز باشگاه دسته دومی دیهیم اهواز از سوی شرکت فولاد خوزستان در سال ۱۳۸۷ تیم فولاد نوین خوزستان با هدف حمایت از تیم بزرگسالان تشکیل شد. فولاد نوین هم‌اکنون در لیگ دو حضور دارد.

## استعفای دهکردی از مدیریت باشگاه فولاد
سیف‌اله دهکردی در اردیبهشت ماه ۱۳۹۴ بعد از هشت سال حضور در راس باشگاه فولاد خوزستان به همراه اعضای هیئت مدیره (صیادنژاد و فرهادزاده) در اعتراض به مشکلات مالی استعفا داد. وی در مدت هشت سال حضور در باشگاه فرهنگی ورزشی فولاد خوزستان به اتفاق همکارانش (صیادنژاد و فرهادزاده) علاوه بر کسب مقام قهرمانی درجام سیزدهم لیگ برتر، دو دوره جواز حضور در لیگ قهرمانان آسیا راکسب کردند.
همچنین تیم‌های پایه فولاد خوزستان در طول این مدت یک رشد کیفی چشمگیر داشتند به نحوی که در فصل‌های اخیر عناوین متعدد قهرمانی کشور در لیگ‌های زیر ۱۳، نونهالان، نوجوانان، جوانان و امید را برای فولاد و فوتبال خوزستان را به ارمغان آوردند. باشگاه فولاد خوزستان در فصل ۱۳۹۳–۱۳۹۴ علیرغم وجود مشکلات بسیار با رهبری دهکردی توانست این موفقیت‌ها را ادامه دهد؛ تیم بزرگسالان او در یک رقابت نابرابر و با کوچ چهره‌های شناخته شده آن پنجم شد، تیم فولادنوین قهرمان لیگ یک شد و به لیگ برتر صعود کرد، تیم امید برای اولین بار قهرمانی این لیگ حساس را به فولاد خوزستان به دست آورد، جوانان اش برای دومین سال پیاپی قهرمان کشور شدند، نوجوانان هم توانستند به خوبی از عنوان قهرمانی شان دفاع کنند.
در کنار این موفقیت‌ها تیم نونهالان فولاد نایب قهرمان کشور شد و تیم زیر ۱۳ سال هم بر سکوی نخست قهرمانی استان ایستاد. وی همچنین توانست در این مدت ضمن کسب این موفقیت‌ها در بی‌حاشیه بودن و قدم برداشتن در راستای فوتبال حرفه‌ای فولاد را به نوعی قهرمان باشگاه‌های ایران کند.